# Distrikt San Pedro de Pillao
Der Distrikt San Pedro de Pillao liegt in der Provinz Daniel Alcides Carrión in der Region Pasco in Zentral-Peru. Der Distrikt wurde am 15. Dezember 1959 gegründet. Er besitzt eine Fläche von 76,6 km². Beim Zensus 2017 wurden 1442 Einwohner gezählt. Im Jahr 1993 lag die Einwohnerzahl bei 1311, im Jahr 2007 bei 1701. Die Distriktverwaltung befindet sich in der 3629 m hoch gelegenen Ortschaft San Pedro de Pillao mit 1166 Einwohnern (Stand 2017). San Pedro de Pillao liegt 6 km nordnordöstlich der Provinzhauptstadt Yanahuanca.

## Geographische Lage
Der Distrikt San Pedro de Pillao liegt im Andenhochland im Norden der Provinz Daniel Alcides Carrión. Er besitzt eine Längsausdehnung in WNW-OSO-Richtung von knapp 15 km. Der Río Chaupihuaranga fließt entlang der östlichen Distriktgrenze nach Norden und entwässert das Areal.
Der Distrikt San Pedro de Pillao grenzt im Süden an den Distrikt Yanahuanca, im Norden an den Distrikt San Miguel de Cauri (Provinz Lauricocha) sowie im Osten an den  Distrikt Tápuc.